# (6803) 1995 UK7
(6803) 1995 UK7 (1995 UK7, 1981 PD, 1990 OU2, 1990 RP18, 1993 FX1, 1994 LN8) — астероїд головного поясу, відкритий 27 жовтня 1995 року.
Тіссеранів параметр щодо Юпітера — 3,307.